# Miami Masters
Miami Masters tên chính thức, Miami Open presented by Itaú (được đặt tên theo nhà tài trợ) là giải quần vợt ngoài trời được tổ chức hằng năm tại Miami, Florida, USA.
Miami Masters, trong đó đã có nhiều tài trợ, ban đầu được biết đến như là Lipton International Players Championships và là một sự kiện hàng đầu của Tour Tennis Grand Prix từ năm 1985 đến năm 1990 như là một phần của giải Grand Prix Championship Series. Năm 2000, sự kiện này được đổi tên thành Ericsson Open. Trong năm 2002, sự kiện này được gọi là NASDAQ-100 Open. Năm 2007, giải đấu được đổi tên thành Sony Ericsson Open, theo một thỏa thuận mà theo đó các nhà tài trợ sẽ trả $ 20 triệu trong vòng bốn năm tới. Năm 2013 được chính thức đặt tên là Sony Open Tennis.
Giải đấu được tổ chức vào tháng 3 hàng năm. Giải nằm trong hệ thống 9 giải Masters 1000 thuộc ATP World Tour Masters 1000. Năm 2013 giải đấu được diễn ra từ ngày 18 đến ngày 31 tháng 3 với chức vô địch đơn nam thuộc về Andy Murray và vô địch đơn nữ thuộc về 
Serena Williams

## Tiền thưởng

#### Prize money
| Event   | W          | F        | SF       | QF       | 1/16    | 1/32    | 1/64    | 1/128   | Q2     | Q1     |
| Đơn nam | $1,028,300 | $501,815 | $251,500 | $128,215 | $67,590 | $36,170 | $19,530 | $11,970 | $3,565 | $1,825 |
| Đơn nữ  | $1,028,300 | $501,815 | $251,500 | $128,215 | $67,590 | $36,170 | $19,530 | $11,970 | $3,565 | $1,825 |
| Đôi nam | $336,920   | $164,420 | $82,410  | $42,000  | $22,140 | $11,860 | —       | —       | —      | —      |
| Đôi nữ  | $336,920   | $164,420 | $82,410  | $42,000  | $22,140 | $11,860 | —       | —       | —      | —      |

## Danh sách vô địch đơn nam
| Năm                                        | Vô địch            | Á quân              | Tỷ số                              |
| ------------------------------------------ | ------------------ | ------------------- | ---------------------------------- |
| Lipton International Players Championships |                    |                     |                                    |
| 1985                                       | Tim Mayotte        | Scott Davis         | 4–6, 4–6, 6–3, 6–2, 6–4            |
| 1986                                       | Ivan Lendl         | Mats Wilander       | 3–6, 6–1, 7–6(7–5), 6–4            |
| 1987                                       | Miloslav Mečíř     | Ivan Lendl          | 7–5, 6–2, 7–5                      |
| 1988                                       | Mats Wilander      | Jimmy Connors       | 6–4, 4–6, 6–4, 6–4                 |
| 1989                                       | Ivan Lendl         | Thomas Muster       | W/O                                |
| ↓ ATP Masters 1000 tournament ↓            |                    |                     |                                    |
| 1990                                       | Andre Agassi       | Stefan Edberg       | 6–1, 6–4, 0–6, 6–2                 |
| 1991                                       | Jim Courier        | David Wheaton       | 4–6, 6–3, 6–4                      |
| 1992                                       | Michael Chang      | Alberto Mancini     | 7–5, 7–5                           |
| Lipton Championships                       |                    |                     |                                    |
| 1993                                       | Pete Sampras       | MaliVai Washington  | 6–3, 6–2                           |
| 1994                                       | Pete Sampras       | Andre Agassi        | 5–7, 6–3, 6–3                      |
| 1995                                       | Andre Agassi       | Pete Sampras        | 3–6, 6–2, 7–6(7–3)                 |
| 1996                                       | Andre Agassi       | Goran Ivanišević    | 3–0, retired                       |
| 1997                                       | Thomas Muster      | Sergi Bruguera      | 7–6(8–6), 6–3, 6–1                 |
| 1998                                       | Marcelo Ríos       | Andre Agassi        | 7–5, 6–3, 6–4                      |
| 1999                                       | Richard Krajicek   | Sébastien Grosjean  | 4–6, 6–1, 6–2, 7–5                 |
| Ericsson Open                              |                    |                     |                                    |
| 2000                                       | Pete Sampras       | Gustavo Kuerten     | 6–1, 6–7(2–7), 7–6(7–5), 7–6(10–8) |
| 2001                                       | Andre Agassi       | Jan-Michael Gambill | 7–6(7–4), 6–1, 6–0                 |
| NASDAQ-100 Open                            |                    |                     |                                    |
| 2002                                       | Andre Agassi       | Roger Federer       | 6–3, 6–3, 3–6, 6–4                 |
| 2003                                       | Andre Agassi       | Carlos Moyà         | 6–3, 6–3                           |
| 2004                                       | Andy Roddick       | Guillermo Coria     | 6–7(2-7), 6–3, 6–1, retired        |
| 2005                                       | Roger Federer (1)  | Rafael Nadal        | 2–6, 6–7(4–7), 7–6(7–5), 6–3, 6–1  |
| 2006                                       | Roger Federer (2)  | Ivan Ljubičić       | 7–6(7–5), 7–6(7–4), 7–6(8–6)       |
| Sony Ericsson Open                         |                    |                     |                                    |
| 2007                                       | Novak Djokovic (1) | Guillermo Cañas     | 6–3, 6–2, 6–4                      |
| 2008                                       | Nikolay Davydenko  | Rafael Nadal        | 6–4, 6–2                           |
| 2009                                       | Andy Murray        | Novak Djokovic      | 6–2, 7–5                           |
| 2010                                       | Andy Roddick       | Tomáš Berdych       | 7–5, 6–4                           |
| 2011                                       | Novak Djokovic (2) | Rafael Nadal        | 4–6, 6–3, 7–6(7–4)                 |
| 2012                                       | Novak Djokovic (3) | Andy Murray         | 6–1, 7–6(7–4)                      |
| 2013                                       | Andy Murray        | David Ferrer        | 2–6, 6–4, 7–6(7–1)                 |
| 2014                                       | Novak Djokovic (4) | Rafael Nadal        | 6–3, 6–3                           |
| Miami Open presented by Itaú               |                    |                     |                                    |
| 2015                                       | Novak Djokovic (5) | Andy Murray         | 7–6(7–3), 4–6, 6–0                 |
| 2016                                       | Novak Djokovic (6) | Kei Nishikori       | 6–3, 6–3                           |
| 2017                                       | Roger Federer (6)  | Rafael Nadal        | 6–3, 6–4                           |

## Danh sách vô địch đơn nữ
| Năm                                        | Vô địch               | Á quân               | Tỷ số              |
| ------------------------------------------ | --------------------- | -------------------- | ------------------ |
| Lipton International Players Championships |                       |                      |                    |
| 1985                                       | Martina Navratilova   | Chris Evert          | 6–2, 6–4           |
| 1986                                       | Chris Evert           | Steffi Graf          | 6–4, 6–2           |
| 1987                                       | Steffi Graf           | Chris Evert          | 6–1, 6–2           |
| ↓ Tier I tournament ↓                      |                       |                      |                    |
| 1988                                       | Steffi Graf           | Chris Evert          | 6–4, 6–4           |
| 1989                                       | Gabriela Sabatini     | Chris Evert          | 6–1, 4–6, 6–2      |
| 1990                                       | Monica Seles          | Judith Wiesner       | 6–1, 6–2           |
| 1991                                       | Monica Seles          | Gabriela Sabatini    | 6–3, 7–5           |
| 1992                                       | Arantxa Sánchez       | Gabriela Sabatini    | 6–1, 6–4           |
| Lipton Championships                       |                       |                      |                    |
| 1993                                       | Arantxa Sánchez       | Steffi Graf          | 6–4, 3–6, 6–3      |
| 1994                                       | Steffi Graf           | Natasha Zvereva      | 4–6, 6–1, 6–2      |
| 1995                                       | Steffi Graf           | Kimiko Date          | 6–1, 6–4           |
| 1996                                       | Steffi Graf           | Chanda Rubin         | 6–1, 6–3           |
| 1997                                       | Martina Hingis        | Monica Seles         | 6–2, 6–1           |
| 1998                                       | Venus Williams        | Anna Kournikova      | 2–6, 6–4, 6–1      |
| 1999                                       | Venus Williams        | Serena Williams      | 6–1, 4–6, 6–4      |
| Ericsson Open                              |                       |                      |                    |
| 2000                                       | Martina Hingis        | Lindsay Davenport    | 6–3, 6–2           |
| 2001                                       | Venus Williams        | Jennifer Capriati    | 4–6, 6–1, 7–6(7–4) |
| NASDAQ-100 Open                            |                       |                      |                    |
| 2002                                       | Serena Williams       | Jennifer Capriati    | 7–5, 7–6(7–4)      |
| 2003                                       | Serena Williams       | Jennifer Capriati    | 4–6, 6–4, 6–1      |
| 2004                                       | Serena Williams       | Elena Dementieva     | 6–1, 6–1           |
| 2005                                       | Kim Clijsters         | Maria Sharapova      | 6–3, 7–5           |
| 2006                                       | Svetlana Kuznetsova   | Maria Sharapova      | 6–4, 6–3           |
| Sony Ericsson Open                         |                       |                      |                    |
| 2007                                       | Serena Williams       | Justine Henin        | 0–6, 7–5, 6–3      |
| 2008                                       | Serena Williams       | Jelena Janković      | 6–1, 5–7, 6–3      |
| ↓ Premier Mandatory tournament ↓           |                       |                      |                    |
| 2009                                       | Victoria Azarenka     | Serena Williams      | 6–3, 6–1           |
| 2010                                       | Kim Clijsters         | Venus Williams       | 6–2, 6–1           |
| 2011                                       | Victoria Azarenka     | Maria Sharapova      | 6–1, 6–4           |
| 2012                                       | Agnieszka Radwańska   | Maria Sharapova      | 7–5, 6–4           |
| Sony Open Tennis                           |                       |                      |                    |
| 2013                                       | Serena Williams (6)   | Maria Sharapova      | 4–6, 6–3, 6–0      |
| 2014                                       | Serena Williams (7)   | Li Na                | 7–5, 6–1           |
| Miami Open presented by Itaú               |                       |                      |                    |
| 2015                                       | Serena Williams (8)   | Carla Suárez Navarro | 6–2, 6–0           |
| 2016                                       | Victoria Azarenka (3) | Svetlana Kuznetsova  | 6–3, 6–2           |
| 2017                                       | Johanna Konta         | Caroline Wozniacki   | 6–4, 6–3           |